# Санта-Лузия (Параиба)
Санта-Лузия (порт. Santa Luzia) — муниципалитет в Бразилии, входит в штат Параиба. Составная часть мезорегиона Борборема. Входит в экономико-статистический  микрорегион Серидо-Осидентал-Параибану. Население составляет 14 730 человек на 2006 год. Занимает площадь 455,702 км². Плотность населения — 32,3 чел./км².

## Статистика
- Валовой внутренний продукт на 2003 год составляет 33 157 556,00 реалов (данные: Бразильский институт географии и статистики).
- Валовой внутренний продукт на душу населения на 2003 год составляет 2302,45 реалов (данные: Бразильский институт географии и статистики).
- Индекс развития человеческого потенциала на 2000 год составляет 0,676 (данные: Программа развития ООН).